# Boden (tidning)
Boden var en dagstidning som gavs ut perioden 9 december 1899 till 26 januari 1905 i Luleå. Tidningens fullständig titel  var Boden / Organ för Bodens municipalsamhälle med omnäjd. Provnummer publicerades 9 och 16 december 1899. Utgivningsbevis för tidningen utfärdades för boktryckaren Johan Gustaf Helin den 20 november 1899.

## Redaktion
Tidningens politiska tendens var opolitisk, från 1901 fosterländsk enligt tidningen. Redaktionsort var Boden från 6 januari 1900 till 2 juni 1900 sedan Luleå från 9 juni 1900 till tidningens upphörande.  En periodisk bilaga kom ut oregelbundet med allmänt innehåll och på varierande dag. Tidningens utgivningsfrekvens var en dag i veckan, till 30 juni 1900 lördagar klockan 13 eftermiddagen, sedan torsdagar till tidningens upphörande.
| Period                 | Ansvarig utgivare   | Period                 | Redaktör               | Kommentar                                                                      |
| 1899-11-20--1905-01-26 | Helin, Johan Gustaf | 1900-01-06--1900-06-02 | Orstadius, Axel junior | I Boden                                                                        |
|                        |                     | 1900-06-09--1905-01-26 | Ågren, Ferdinand       | Tillträdesdatum enligt tidningen 1900-06-09. Frånträdesdatum osäkert. I Luleå. |

## Tryckning
Förlagsnamn var hela tiden Johan Gustaf Helin i Luleå enligt tidningen 6 januari 1900. Tryckeriet hette Hallman & Helins boktryckeriaktiebolag i Luleå. Tidningen trycktes i Luleå. Tidningen hade hela tiden 4 sidor som bara trycktes med antikva i svart färg på en stor satsyta med 58 gånger 46 centimeters yta. Prenumerationspriset var 2 kronor och 20 öre. Tidningens upplaga var 1904 1200 exemplar övriga år saknas uppgift.